# Bobby Fuller
Pour les articles homonymes, voir Fuller.
Bobby Fuller (22 octobre 1942, Baytown (Texas) - 18 juillet 1966, Hollywood) est un chanteur et guitariste de rock américain des années 1960, leader du groupe Bobby Fuller Four. Admirateur de Buddy Holly, il est surtout célèbre pour avoir été l'interprète de I Fought the Law, chanson écrite par Sonny Curtis et popularisée bien plus tard par The Clash. Il fut retrouvé mort dans un parking à l'âge de vingt-trois ans, les causes de son décès restant mystérieuses,.

## Vie personelle
Né le 22 octobre 1942 à Baytown, au Texas, Fuller est devenu un artiste réputé dans la région d’El Paso, au Texas, où lui et sa famille ont déménagé. Sa première apparition sur disque date de 1961, lorsque « You’re In Love » est devenu le premier d’une série de singles sortis indépendamment.
La forte influence des Crickets se reflètent dans les deux entrées du Billboard Hot 100 en 1966 sur le label Mustang des Bobby Fuller Four. D’abord vint leur version durable de « I Fought The Law », écrite par le collaborateur de Holly (et membre des Crickets après la mort de Buddy), Sonny Curtis. La chanson est issue de l’album In Style With The Crickets de 1960.
Ressuscité par Fuller et son quatuor, qui comprenait son jeune frère Randell, « I Fought The Law » est classé n° 9 en Amérique. Le groupe a ensuite atteint le numéro 26 avec le single suivant, un remake de la composition de Holly « Love’s Made A Fool Of You », qui avait également été enregistrée par Curtis and the Crickets pour ce même album In Style With…. La version des Crickets a également été un succès, n° 26, mais au Royaume-Uni.
Alors que « I Fought The Law » n’a atteint que la 33e place au Royaume-Uni pour Fuller et son groupe, l’enregistrement a été très vénéré par les fans de rock’n’roll. Ainsi, alors que The Clash enregistrait des overdubs pour leur deuxième album Give ‘Em Enough Rope à San Francisco, Joe Strummer et Mick Jones écoutaient souvent ce single sur le jukebox du studio Automatt. Cela les décida à enregistrer leur version qui parut sur l’EP 1979 The Cost of Living.
Fuller n’avait que 23 ans lorsqu’il a connu ce succès en simple. Lui et le groupe ont interprété deux chansons dans le film "The Ghost In The Invisible Bikini" sorti au printemps 1966.
Mais quelques semaines après le succès du disque et du film, il a rencontré une fin mystérieuse. En effet, huit jours après le dernier concert du groupe en juillet 1966, il a reçu un appel téléphonique inexpliqué tard dans la nuit qui l’a incité à partir dans son Oldsmobile, apparemment pour une réunion aux petites heures du matin.
Plus tard dans la journée, le 18 juillet, à 17 heures, Fuller a été retrouvé mort par sa mère Loraine dans le véhicule, garé devant son appartement d’Hollywood. La voiture était pleine d’essence, les versions ont par la suite varié quant à savoir s’il avait subi des ecchymoses ou des coupures. Son corps était, semble-t-il, là depuis un certain temps.
La cause du décès, initialement répertoriée comme un suicide (une théorie largement considérée comme peu probable, compte tenu de son succès décisif à l’époque) a ensuite été changée en accidentelle.
Erik Greene, un parent de Sam Cooke, a cité des similitudes dans les décès de Cooke et Fuller. Le membre du groupe de Fuller, Jim Reese, soupçonnait Charles Manson d'avoir joué un rôle dans la mort de Fuller, mais n'a jamais fourni de preuves crédibles ; Manson était emprisonné entre 1961 et 1967. Un site Web criminel à sensation a émis l'hypothèse que le service de police de Los Angeles pourrait avoir été impliqué en raison des liens de Fuller avec une femme liée à la mafia. 
Il a été enterré au cimetière de Forest Lawn Memorial Park (Hollywood Hills) le 22 juillet de cette même année,.
Son frère Randy essaya de continuer le groupe peu après la mort de son frère mais sans résultats probants,.

## Documentaire
(en) National Public Radio, All Things Considered, 11 mai 2015.

## Ouvrage
(en) Miriam Linna, I Fought The Law : The Life and Strange Death of Bobby Fuller, Kicks Books, 11 février 2015.